# John Blackthorne
John Blackthorne es un personaje de ficción protagonista de la novela de James Clavell Shogun, escrita en 1975, y que se inspira en la vida del navegante y comerciante británico del siglo XVII William Adams, que fue el primer británico en pisar tierras japonesas. El personaje también aparece en la miniserie de televisión de 1980 Shogun, interpretado por Richard Chamberlain y en el remake, interpretado por Cosmo Jarvis.

## Avatares del personaje
En la novela, Blackthorne es un marinero británico que trabaja para la compañía holandesa de las Indias Orientales, hacia 1600, navega su barco, el Erasmus , hasta Japón, donde él y la tripulación que ha sobrevivido al viaje son encarcelados de inmediato. Al ser tanto él como el resto de tripulantes protestantes, Blackthorne fue etiquetado como hereje por los Jesuitas portugueses que controlaban el comercio exterior de Japón, no obstante los jesuitas no intentan matarlos debido a ciertas consideraciones políticas. Blackthorne es enviado al Señor Toranaga, (personaje también basado en una figura histórica, Tokugawa Ieyasu), el daimyō que controla el territorio en el que Blackthorne desembarcó del Erasmus. Toranaga, de inmediato, se da cuenta de que tanto Blackthorne como su barco representan una gran oportunidad para él, no sólo en sus relaciones con los portugueses, sino también en su lucha con su principal rival, el Señor Ishido (Ishida Mitsunari), además de influir en el futuro control de todo el Japón . Toranaga ordena encarcelar a Blackthorne, no para castigarle, sino para mantenerlo fuera del alcance de Ishido. El la cárcel, Blackthorne encuentra a un fraile franciscano que le proporciona una gran cantidad de información con la que consigue una mayor comprensión de la situación política y económica de Japón, y de cómo encajan en ella los portugueses y los jesuitas. El fraile también comienza a enseñar a Blackthorne los rudimentos de la lengua japonesa. 
Habiendo sido informado por el fraile de que todos los que entraban en la cárcel eran finalmente ejecutadas, Blackthorne está dispuesto a morir cuando alguien le llama por su nombre (como al personaje histórico Adams, los japoneses le llaman Anjin-san (el Señor Piloto), porque pronunciar su nombre en inglés es demasiado difícil para los japoneses, ya que no hay sonidos ni caracteres en japonés para la mayor parte de su nombre. Al salir de la prisión, los guardias lo llevan a un castillo donde se asea y se encuentra con Mariko, la esposa cristiana de uno de los samuráis de Toranaga, que como Blackthorne, domina el portugués y el latín, y que le dice que su señor Toranaga desea saber más acerca de Inglaterra y sobre su guerra contra los españoles y los portugueses.
Como resultado de una serie de sucesos, Blackthorne se encuentra a menudo cerca de Toranaga, salvando su vida algunas veces. Este le concede el título de hatamoto y de samurái para lo que Toronaga valora el que ya comience a comprender y respetar profundamente la cultura japonesa. Pero para complicar las cosas, comienza a enamorarse de su intérprete, Mariko, y finalmente se convierten en amantes. Blackthorne le pide a Toranaga que deshaga el matrimonio de Mariko para que ella quede libre y pueda casarse con él, Toranaga se niega y ordena a Blackthorne nunca más le vuelva a hablar de la cuestión. A pesar de ello, Blackthorne se convierte en amigo de confianza de Toranaga. 
Al final del libro, Toranaga derrota al ejército de Ishido (este hecho hace referencia a la Batalla de Sekigahara) y se convierte en Shōgun. Aunque Toranaga había ordenado quemar el Erasmus en la playa, permite a Blackthorne que inicie la construcción de otro buque como una forma de mantenerlo ocupado, aunque ordena que durante el resto de su vida no se le permitirá abandonar Japón. En la novela se da a entender que finalmente muere Blackthorne en Japón sin haber regresado a Inglaterra. 
Aunque en las novelas posteriores de Clavell este no vuelve a tratar nunca más la vida de Blackthorne, en una de sus novelas incluidas en la llamada Saga de Asia, Gai-Jin, menciona que Blackthorne, tras los hechos narrados en Shogun construyó barcos para el Shogun Toranaga, y que dejó familia en Nagasaki e Izu. De uno de los descendientes de Blackthorne que vivía en Nagasaki, Shin Komoda, se dice que había sido un samurai que murió en una pelea poco antes de los acontecimientos narrados en Gai-Jin que suceden durante los primeros años 1860. Komoda y su esposa tuvieron un hijo, Gekko, que fue enviado a vivir con sus abuelos poco después de la muerte de Komoda. 
También reveló que Blackthorne fue empleado más tarde por Toranaga para destruir el Castillo de Osaka después de la Batalla de Sekigahara. 
En la novela Noble House (también de Clavell), un personaje menor llamado Riko Anjin hace una breve aparición. Al darse cuenta el personaje principal Ian Dunross de que Riko tiene los ojos azules, le pregunta y este le refiere la leyenda de su familia según la cual él es descendiente de un náufrago inglés que se convirtió en un samurái. Dunross no se cree la historia.
- Datos: Q6222105